# Heinrich Bosshard

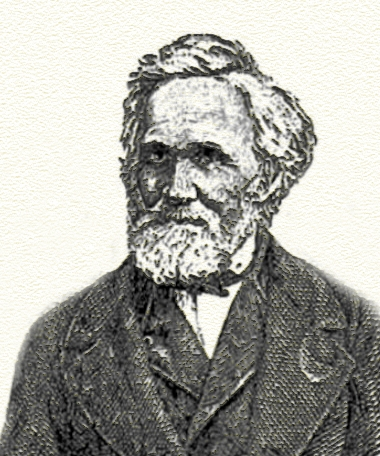
Heinrich Bosshard

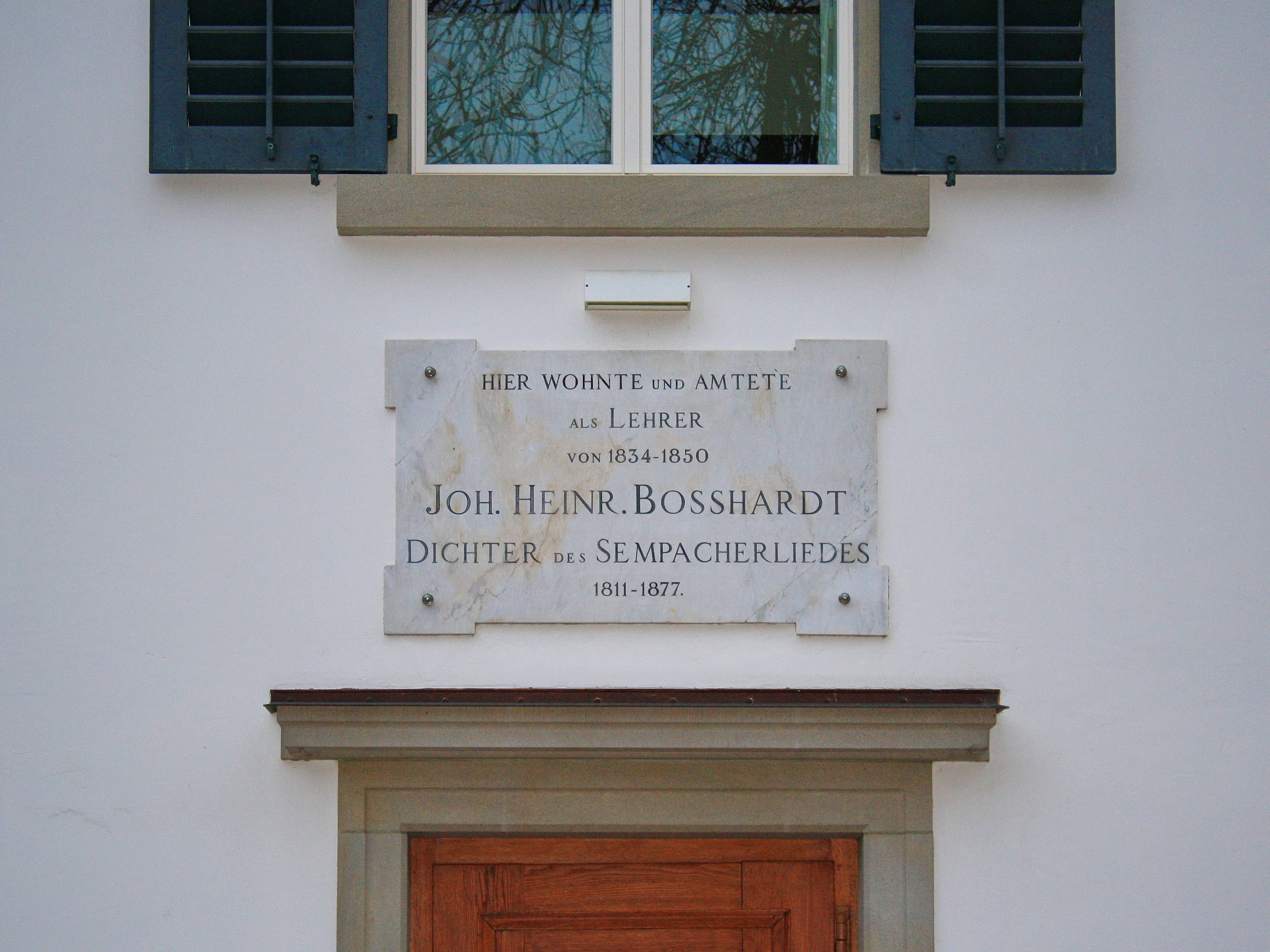
Erinnerungstafel am Schulhaus «Heinrich Bosshardt» in Schwamendingen

Heinrich Bosshard (* 8. April 1811 in Bolstern bei Kollbrunn, damals der Gemeinde Seen bei Winterthur zugehörig; † 3. April 1877 in Highland, Illinois, USA) war ein Schweizer Lehrer, Musiker, Dichter, Naturforscher und Landwirt.
Nach seiner eigenen Schulzeit im zur Gemeinde Seen gehörenden Iberg betätigte er sich zunächst als Fischer und begleitete seine Mutter bei deren Tätigkeit als Hausiererin mit Textilwaren. Auf Empfehlung des Pfarrers seiner Kirchgemeinde trat Bosshard 1832 als einer der ersten Schüler in das im gleichen Jahr geschaffene Lehrerseminar Küsnacht ZH ein.
Bedeutung erlangte Bosshard ab 1834 als einer der Pioniere des modernen Zürcher Schulwesens und 1836 als Dichter des Sempacherlieds.

## Biografie

### Anfänge
Heinrich Bosshard wuchs in bescheidenen Verhältnissen auf. Das Einkommen des Vaters in dessen Beruf als Schuhmacher reichte nicht aus, um die Familie mit Sohn Heinrich und dessen zwei jüngeren Geschwistern zu ernähren. Daher trug die Mutter als Hausiererin in Baumwollwaren das ihre zum Familieneinkommen bei. Hinzu kamen die Erträge des eigenen kleinen Hofes mit einer einzigen Milchkuh.
Im Elternhaus herrschte der Vater mit strenger Hand. Fast jeden Tag wurden die Kinder mit der Rute oder einem Stück Seil gezüchtigt. Zur Diskussion stand nicht ob, sondern höchstens wann geschlagen wurde. In einem Aufsatz schrieb Heinrich Bosshard später, es hiess «Willst Du vor oder nach dem Essen? Willst Du jetzt oder am Morgen?». Solcher Art Erziehung war seinerzeit üblich, ja wurde sogar als gesund angesehen, indem es etwa hiess: «Sieh nur Heiri, darum bist du so gross! Man drischt dich auseinander.» (aus einem weiteren Aufsatz Heinrich Bosshards).
Zur Schule ging Heinrich im Nachbarort Iberg, wobei der Unterricht hauptsächlich aus Auswendiglernen und Buchstabieren bestand. Oder wie er selber es schrieb: «In jedem halben Tag mussten wir dem Lehrer zweimal aufsagen; und jedesmal, wenn wir aufgesagt hatten, buchstabierte er jedem einzelnen das vor, was er nun lernen musste bis wieder zum Aufsagen. Und so ging es Jahr aus und Jahr ein.»
Bei der Nachbarsfamilie Wäckerli lernte er das Flöten- und das Violinenspiel. Gefördert wurde Heinrich Bosshard als Kind vom Pfarrer des Ortes. Auf dessen Motivation hin trat Bosshard im Alter von 21 Jahren in das eben neu eröffnete Lehrerseminar. Bis dahin betätigte er sich als Fischer und indem er seine Mutter beim Hausieren begleitete. Auf den Hausier-Touren pflegte Heinrich seine Violine mitzuführen und der Kundschaft darauf vorzuspielen, was sehr geholfen habe beim Verkauf.

### Zeit als Lehrer
Auf Grundlage der Zürcher Kantonsverfassung von 1831 wurde ein neues Schulwesen geschaffen. Die liberale Regierung legte grossen Wert auf eine klare Trennung von Kirche und Schule sowie auf die Ausbildung der Lehrpersonen. Zu den ersten Absolventen des neuen Lehrerseminars gehörte Heinrich Bosshard. Noch während seiner Zeit am Lehrerseminar schuf er sich einen Namen mit Aufsätzen über das Zeitgeschehen und mit ausgeprägten Kenntnissen in den Naturwissenschaften. Daher verfasste er noch in dieser Zeit naturgeschichtliche Beiträge in pädagogischen Schriften des Seminardirektors Ignaz Thomas Scherr. Nach Abschluss der Ausbildung gelangte Heinrich Bosshard 1834 als einer der ersten fachlich ausgebildeten Lehrer des Kantons an die Schule der damals eigenständigen Gemeinde Schwamendingen. Dort bewohnte er die Dienstwohnung im ersten Obergeschoss des Schulhauses. Weil Lehrpersonen zur damaligen Zeit nur sehr schlecht bezahlt wurden, bekam Bosshard von der Gemeinde zusätzlich eine Scheune und ein kleines Bauerngut zur Bewirtschaftung gestellt. Hier sammelte er erste Erfahrungen in der Bienenzucht.
Auf dem Lehrplan Bosshards standen nicht länger nur Buchstabieren, Lesen und Auswendiglernen. Die neuen Fächer Geografie, Geschichte und Naturkunde lehrte er mit Begeisterung und er beschritt in der Form des Unterrichtes völlig neue Wege: Einen Tag im Monat unternahm er mit seinen Klassen Exkursionen in den Wald und auf den Zürichberg. Zudem studierte er mit seinen Schülern Schauspielaufführungen ein, deren Requisiten im Unterricht selbst hergestellt wurden. Bald schon galt die Schwamendinger Schule als eine moderne Musterschule, die mehrfach als besonders innovativ ausgezeichnet wurde.
Moderne Lehrer wie Bosshard fielen nach dem Züriputsch 1839 bei den reaktionären Machthabern in Ungnade. Als sich Bosshard überdies für den im Zuge des Machtwechsels abgesetzten Seminarleiter Scherr einsetzte, wurde auch er des Lehramtes enthoben und der Störung des Religionsfriedens angeklagt. Die Schwamendinger bereiteten ihm nach seiner Rückkehr vom Gerichtsprozess in Zürich, wo er schliesslich freigesprochen wurde, einen triumphalen Empfang. Da jedoch das Berufsverbot bestehen blieb, stellte ihn Schwamendingen als Gemeindeschreiber ein um ihn im Ort zu behalten. Erst nachdem eine Petition von 101 Schulgenossen an den Regierungsrat ergangen war, hob letzterer ein Jahr später das Berufsverbot auf, empfahl aber der Schulbehörde «auf das sittliche Benehmen des Herrn Bosshard ein wachsames Auge zu haben».
Die konservative Regierung, das sogenannte Septemberregime, hatte sich mit der vorübergehenden Entlassung des beliebten Lehrers Bosshard viele Feinde geschaffen. Dem Aufruf zur Demonstration gegen die Konservativen auf der Ziegelhöhe oberhalb des Dorfzentrums folgten am 29. August 1841 über 20'000 Menschen aus dem ganzen Kanton. Dieser Tag ist als «Der schöne 29. August» in die Zürcher Geschichte eingegangen. 1845 übernahmen die Liberalen wieder die Macht und das moderne Schulwesen konnte sich etablieren. 1850 musste Heinrich Bosshard aus gesundheitlichen Gründen den Lehrerberuf quittieren.

### Erste Seefahrt
Zur Kur seines Lungenleidens rieten ihm seine Ärzte zu einer ausgedehnten Seereise. Diesen Rat befolgte Bosshard 1852, als er sich zur Überfahrt von Le Havre nach Nordamerika begab. Es war just die Zeit, als die Schweiz als eines der ärmsten Länder Europas galt und viele Schweizer ihr Heil in der Auswanderung nach Amerika suchten. So fand sich Bosshard am Bord des Dreimasters Costella zwischen zahlreichen auswanderungswilligen Landsleuten wieder. Nach vier Wochen auf See erreichte der Segler den Hafen von New York. Gross war die Freude über das nahe Ende der beschwerlichen Passage. Spontan liess man an Deck eine Feier starten: «Es war eine warme, mondhelle Nacht; die Leute wollten so lang als möglich auf dem Deck bleiben. Nun nahm ich zum ersten Mal meine Violine aus der Kiste; Alles war hoch erfreut, Frohe Lieder klangen an die nahen, lichterbekränzten Ufer; es wurde getanzt, man ordnete festliche Umzüge und marschierte ums Deck und alle Leiden der Seereise waren vergessen. Nach nur kurzem Schlummer begrüssten wir den ersten Sabbath in der neuen Welt.» (Aus Anschauungen und Erfahrungen in Nordamerika von Heinrich Bosshard, Zürich 1853.)

### Reise durch Nordamerika
Auf dem Weg durch die jungen Vereinigten Staaten war der abenteuerlustige Lehrer meist zu Fuss unterwegs. Dabei scheute er sich nicht, um Mitfahrgelegenheiten auf Fuhrwerken zu ersuchen. Für solche Transportdienste revanchierte sich Bosshard mit Violinenspiel und Erzählung von Neuigkeiten aus Europa. Nachdem Bosshard die Staaten New York, Pennsylvania, Ohio, Indiana, Illinois, Iowa und Minnesota durchwandert hatte, begab er sich per Schiff nach Florida.
Wo auch immer sich der Reisende abends befand, suchte er sich einen Ort zum Übernachten. Oft klopfte er dabei an die Türen des nächstgelegenen Hauses. So kam er in Kontakt mit unterschiedlichen Menschen, denen er stets mit Interesse begegnete. Als er einst zu Gast bei einer dunkelhäutigen Familie weilte, wurde er auch mit den damals tagesaktuellen Fragen um die Sklaverei und um Rassenausgrenzung selbst in nördlichen Staaten, wo es eigentlich keine Sklaverei gab, konfrontiert. Verschiedenste Stämme von Ureinwohnern besuchte Heinrich Bosshard und lernte so deren Nöte kennen. Schlossen die Siedlungspioniere mit den Indianern zunächst noch Verträge zur Landnutzung, so wurden ab 1830 fast alle indigenen Volksgruppen aus dem Gebiet östlich des Mississippi umgesiedelt; im Westen tobten zu der damaligen Zeit kriegerische Auseinandersetzungen zwischen Indianern und Unions-Truppen. Von all seinen Reisen und den dabei erlebten Vorkommnissen berichtete Bosshard den Daheim Gebliebenen in monatlichen Briefen, welche zunächst in einer Monatszeitschrift abgedruckt, später gesammelt unter dem Titel Anschauungen und Erfahrungen in Nordamerika als dreibändiges Buchwerk publiziert wurden.
Wieder zurück in der Schweiz folgten Bosshard mehrere Wagenladungen gesammelter Mineralien, zoologischer Objekte, Pflanzen und ähnlichem mehr. Mit selbigen hielt er Vorträge vor Auswanderungswilligen ebenso wie vor wissbegierigen Lehrpersonen und Professoren der neu errichteten Hochschulen. Für das neue Schulfach Erdkunde entschloss er sich zur Herausgabe einer grossen Schulwandkarte von Amerika. Das Aufkleben der bedruckten Blätter auf Leinwand besorgte er dabei selbst, ebenso das Anbringen der Ösen und den Transport in die Schulhäuser.

### Zweite Nordamerika-Reise
Kaum drei Jahre nach der Heimkehr von seiner ersten Überseereise zog es Heinrich Bosshard erneut in die Neue Welt. Diesmal fuhr er zunächst nach Kanada, wo er einen Schwerpunkt seiner Reisetätigkeit im Studium der Bräuche der dortigen indigenen Völker setzte. In Québec war er häufiger Gast und Vertrauter eines Stammeshäuptlings, mit dessen Hilfe er weitere Indianerstämme kennenlernte. Reisen in Nordamerika waren zu jener Zeit nicht uneingeschränkt möglich. So trug Bosshard auf seiner zweiten Reise ein Begleitschreiben des Kriegsministers der Union auf sich, das ihn als reisenden Naturwissenschaftler auswies. Einige Male soll ihn dieses Schreiben vor Gefangennahme gerettet haben.
Auf seinen Touren begegnete Bosshard auch Schweizer Siedlern. Von solchen erfuhr er vom angeblich besonders glücklichen Leben im Städtchen Helvetia in der Region Neu Schweizerland im Staate Illinois. Neugierde trieb ihn daher auch dorthin, wo er sich rasch heimisch fühlte. Schliesslich musste er wieder nach Zürich zu seiner Frau und den Kindern zurückreisen, allerdings hinterliess er die Worte: «Es wäre mir schmerzlich, diesem von Gott so reichlich gesegneten Ländchen für immer Lebewohl zu sagen. Ich schreibe – auf Wiedersehen!» Fest entschlossen, zurückzukehren, kaufte sich Bosshard in Helvetia, das später in Highland umbenannt wurde, ein Stück Land am Hügel mit dem Namen Jura.

### Auswanderung und Lebensabend

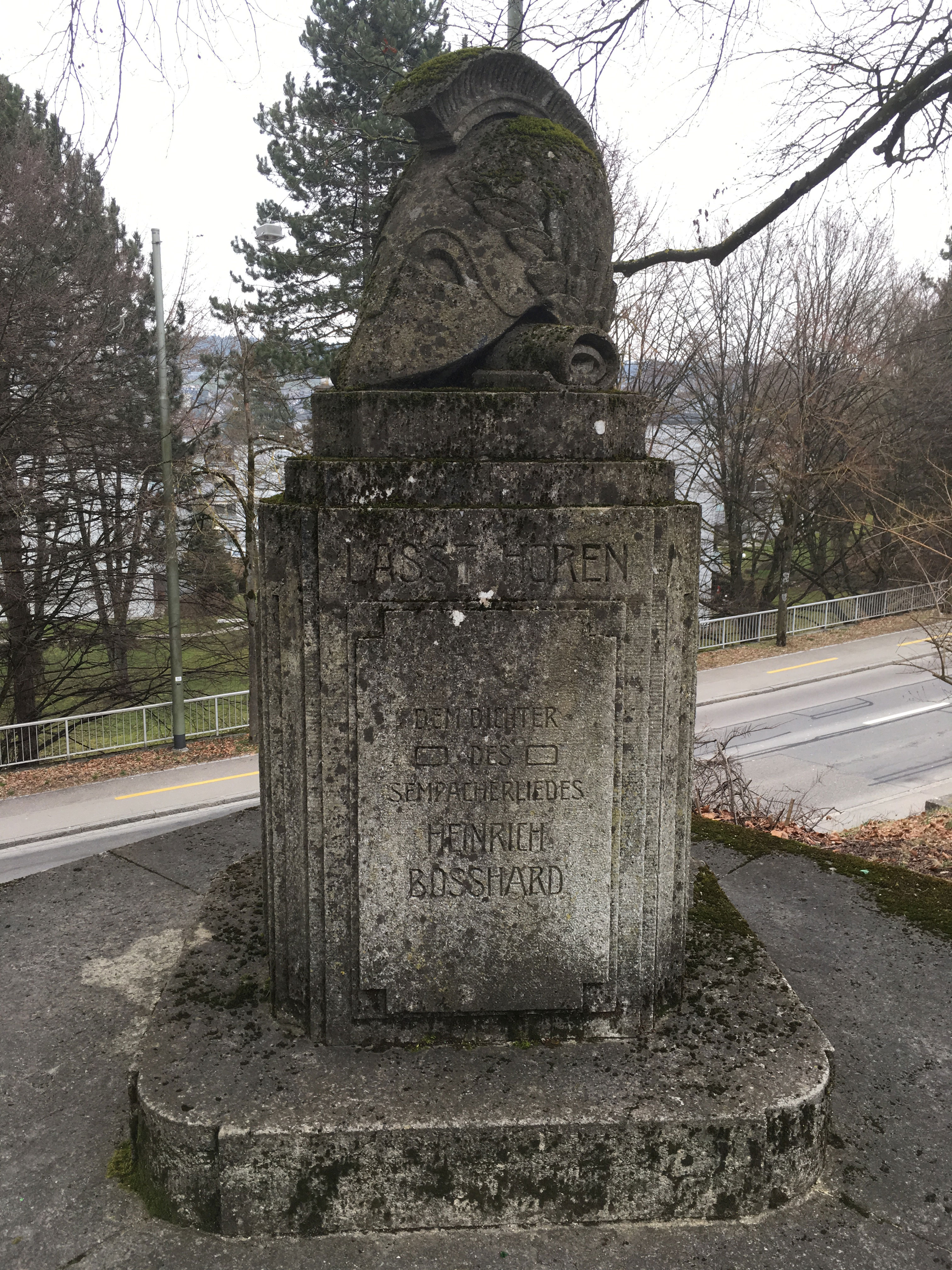
Heinrich Bosshard-Denkmal in Winterthur

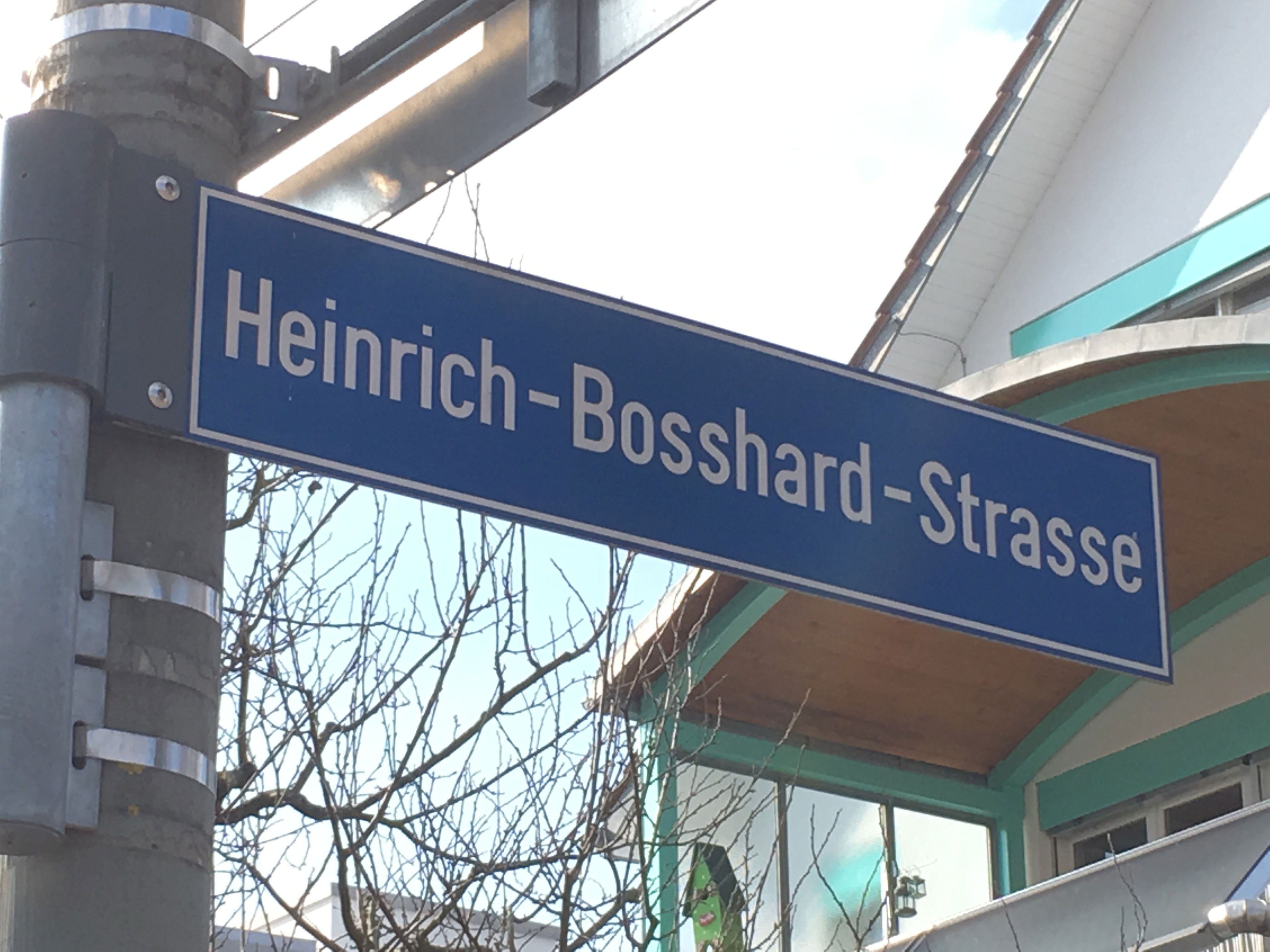
Heinrich-Bosshard-Strasse in Winterthur

Während seiner zweiten Amerika-Reise muss Heinrich Bosshard den Entschluss gefasst haben, mit seiner Frau und den drei Kindern im Alter von 12 bis 16 Jahren für immer dorthin zu übersiedeln. So geschah es, dass die Familie noch im Jahre von Heinrichs Rückkehr von dessen zweiten Amerikareise 1860 aufbrach in die Neue Welt.
Anfänglich mussten die Bosshards in Highland ihre Gürtel enger schnallen. Obwohl er als Lehrer in Schwamendingen ein kleines Bauerngut betrieben hatte, musste er erst viel dazulernen, um als Landwirt ein Auskommen für seine Familie bestreiten zu können. Dann brach der Sezessionskrieg herein (bis 1865), was zusätzlich für wirtschaftliche Schwierigkeiten sorgte. Schliesslich zahlten sich die Mühen aus, so dass Heinrich Bosshard 1867 in die alte Heimat berichten konnte: «Der Ertrag an Obst, Vieh, Honig hat dies Jahr unser Einkommen auf weit über 2'000 Dollars gesteigert, was mehr ausmacht als mein Lehrereinkommen in Schwamendingen in den 17 Jahren zusammen.» Vor allem mit der Imkerei feierte Heinrich einige Erfolge.
So kam die Familie Bosshard zu Wohlstand, den sie auch dazu nutzte, jeden Sonntag zahlreiche Gäste zu bewirten und zu unterhalten. Wie schon in Schwamendingen engagierte sich Bosshard auch in Highland in den dort zahlreich ansässigen Gesangsvereinen. Als Mensch, als Dichter und als Komponist verschaffte er sich in seiner neuen Heimat grosse Achtung und er wurde regelmässig als Experte zu den schulischen Musikprüfungen beigezogen.
Im März 1877 erkrankte Heinrich Bosshard an Typhus, woran er, ohnehin geschwächt durch ein Herzleiden, am 3. April 1877 verstarb. Seine letzte Ruhestätte fand er seinem Wunsch gemäss auf der Bosshardschen Farm zwischen seinen Bienenstöcken. Noch heute erinnern an dieser Stelle eine Gedenktafel und im Städtchen Highland ein Denkmal an ihn. In Seen erinnert heute ein Denkmal bei der Kirche sowie eine Strasse Bosshard.

## Werke
- Anschauungen und Erfahrungen in Nordamerika. Eine Monatsschrift. Herausgegeben von Heinrich Bosshard. Zürcher und Furrer, Zürich 1853–1855.
- Handbuch zur Karte der Vereinigten Staaten von Nordamerika, der brittischen Besitzungen mit Mexiko, Westindien und Central-Amerika. Zürcher und Furrer, Zürich 1857.
- Schilderungen aus Amerika. Zweite Reise. Eine Monatsschrift. Herausgegeben von Heinrich Bosshard. Zürcher und Furrer, Zürich 1859–1860.

## Schriften
- R.Bachnang: Heinrich Bosshard. Ein Lebensbild. In: Schweizer Illustrierte, Heft 4, 1900, S. 598–600.